# Antonio Lucifero (vescovo)
Antonio Lucifero (Crotone, XV secolo – Crotone, 1521) è stato un vescovo cattolico italiano.

## Biografia
Di nobile famiglia appartenente alla casata dei Lucifero, fu avviato alla vita ecclesiastica a cavallo tra il XV e il XVI secolo; il 15 marzo 1508 venne nominato vescovo di Crotone da papa Giulio II, succedendo ad Andrea della Valle nominato vescovo di Mileto.
È ricordato soprattutto per aver dato avvio ai lavori di riedificazione della cattedrale e del palazzo vescovile, servendosi in entrambi i casi anche di materiale proveniente dal Tempio di Hera Lacinia, che Lucifero stesso a tal scopo fece demolire.
Antonio Lucifero si spense nella sua Crotone nel 1521.